# Ramón Gómez de la Serna

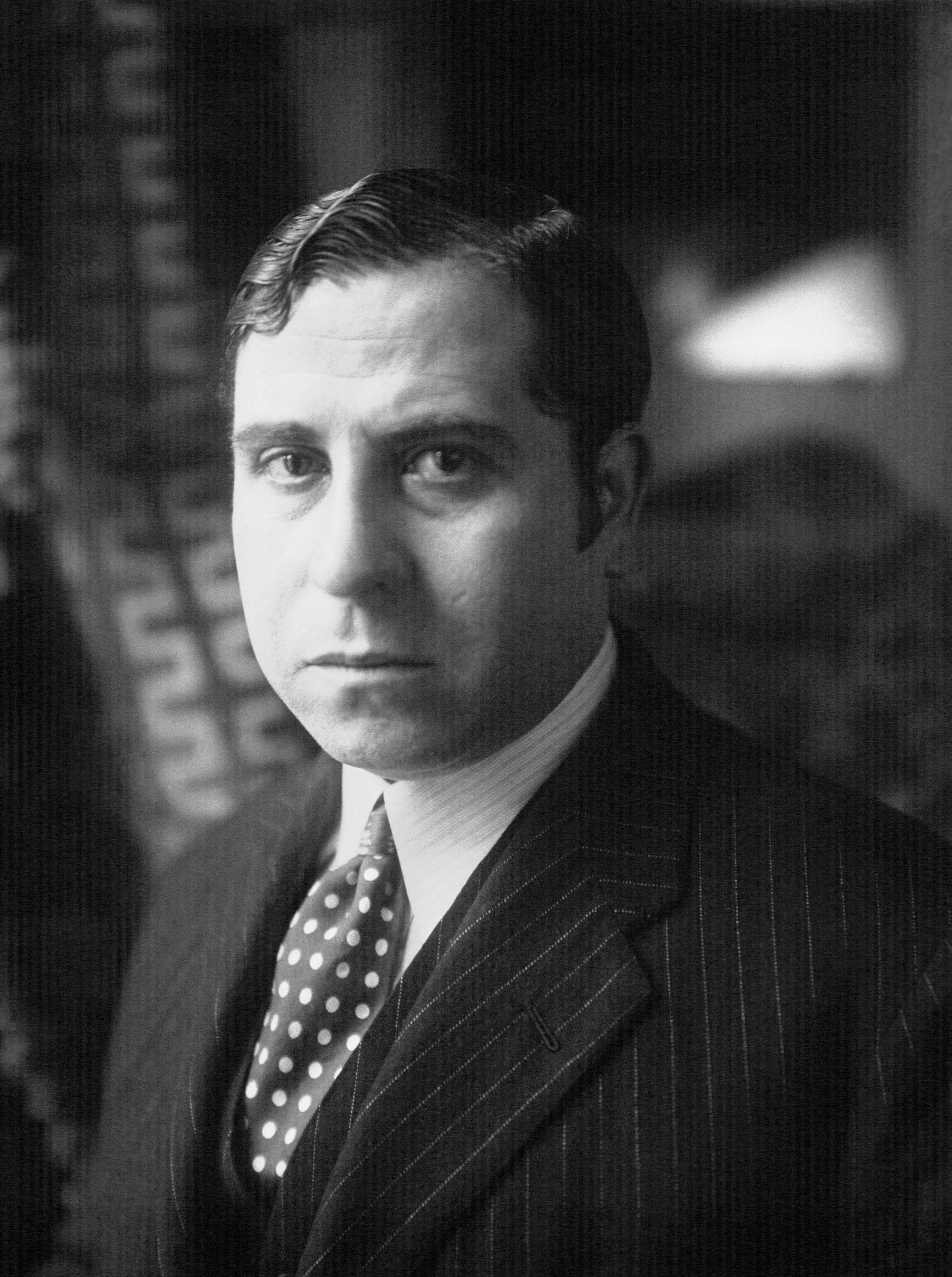
Ramón Gómez de la Serna, ca. 1931

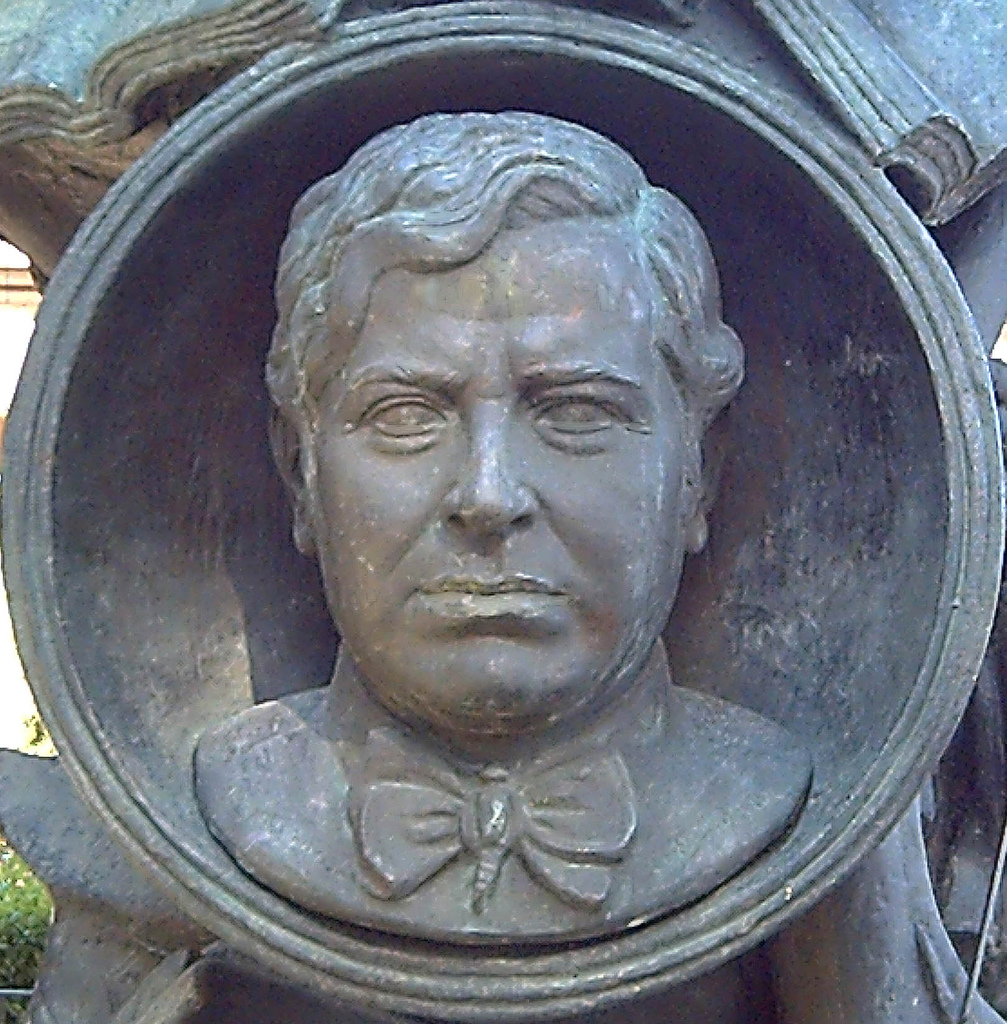
Büste von R. Gómez de la Serna. Teil des Gómez-Denkmals in Madrid (E. Pérez, 1972).

Ramón Gómez de la Serna (* 3. Juli 1888 in Madrid; † 13. Januar 1963 in Buenos Aires) war ein spanischer Schriftsteller.

## Leben und Wirken
Sein Vater war Jurist und Ministerialbeamter, seine Mutter die Nichte der Dichterin Carolina Coronado. Ramón studierte Jura, wurde Anwalt, übte den Beruf aber nie aus. Stattdessen betätigte er sich als Journalist in den Zeitungen El Sol, La Voz, Revista de Occidente und El Liberal, wo er sich als Fürsprecher der neuen literarischen Strömungen der Avantgarde hervortat. Er war „elegant, gebildet, geistreich, die Personifizierung der Avantgarde und des surrealistischen Happenings, von unerschöpflicher Phantasie und Schöpferkraft.“
Gómez de la Serna verfasste rund 100 Werke in den verschiedensten literarischen Formen und Gattungen: Romane, Dramen, Essays, Biographien. Darüber hinaus erfand er eine eigenständige Literaturgattung, die Greguerías, die er wie folgt definierte: Humor + Metapher = Greguería. Von diesen aphorismenartigen Kurztexten schrieb er Tausende.
Er war Mitbegründer des spanischen P.E.N. und Sekretär des Kulturclubs Ateneo de Madrid. Große Bekanntheit erreichte der von ihm gegründete literarische Stammtisch im Café Pombo in Madrid.
Ab 1908 war er mit der Schriftstellerin Carmen de Burgos (1867–1932), bekannt unter dem Künstlernamen Colombine, liiert. 1931 heiratete er die argentinische Schriftstellerin russischer Abstammung Luisa Sofovich. 1933 reiste er nach Buenos Aires und kehrte wegen des Bürgerkrieges nicht nach Spanien zurück. 1963 starb er in Buenos Aires. Sein Leichnam wurde nach Madrid überführt und im Panteón de Hombres Ilustres beigesetzt.

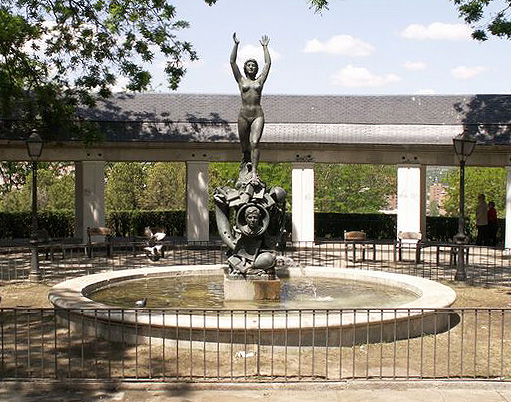
Gómez-Denkmals in Madrid (E. Pérez, 1972).

## Werke (Auswahl)
Autobiographie
- Automoribundia (1888–1948). Madrid 1974 (2 Bände)
- Nostalgias de Madrid. 1955.
  - deutsch: Fritz Rudolf Fries (Hrsg.): Madrid. Spaziergänge. Wagenbach, Berlin 1992. ISBN 3-8031-1131-5 (übersetzt von Gerda Schattenberg Rincón).

Prosa
- Greguerías. Madrid 1917.
  - deutsch: Der Traum ist ein Depot für verlegte Gegenstände. Greguerías. Silver & Goldstein, Berlin 1989 ISBN 3-927463-02-7.
  - deutsch: Greguerías. Die poetische Ader der Dinge (Straelener Manuskripte, Bd. 11). Straelener Manuskript-Verlag, Straelen 1994, ISBN 3-89107-037-3 (illustriert von Klaus Detjen; übersetzt Rudolf Wittkopf).
- Flor de greguerías. 1933.
- Total de greguerías. 1955.
- El Chalet de las rosas. 1923.
  - deutsch: Das Rosenschloss. Der Roman eines Blaubarts. Dioskuren-Verlag, Mainz 1929.
- El torero Caracho. 1926.
  - deutsch: Torero Caracho. Roman. Gatza, Berlin 1991, ISBN 3-928262-50-5 (übersetzt von Eduard Trautner).
- El caballero del hongo gris. 1928.
- Senos. Buenos Aires 1979 (4 Bände; Erstausgabe Madrid 1918).
- La viuda blanca y negra. 1918.
- La mujer de ámbar. 1927.
- La Nardo. 1930.
- La quinta de Palmira.
- El Circo. Valencia 1924 (mit einem Vorwort der Brüder Fratellini[3]).
  - deutsch: Der Cirkus. Europäische Verlagsanstalt, Hamburg 2000, ISBN 3-434-50086-3 (übersetzt von Fritz Rudolf Fries).
- Piso bajo. Madrid 1961.

Sachbücher
- El Greco. El visionario de la pintura.
  - deutsch: El Greco. Verlag der Kunst, Dresden 1990. ISBN 3-364-00204-5 (übersetzt von Maria Schwauss).
- El Picassismo.
  - deutsch: Die Wahrheit über Picasso und den Kubismus. Wagenbach, Berlin 1990. ISBN 3-8031-1115-3 (übersetzt von Elke Wehr).
- Dalí. Madrid 1977.
  - deutsch: Dalí. Rheingauer VG, Eltville 1989. ISBN 3-88102-049-7 (EA Wiesbaden 1961; übersetzt von Eva Krafft-Bassermann und Marlen Kleinefenn).

Werkausgabe
- Ioanna Zlotescu (Hrsg.): Obras completas. Círculo de Lectores, Barcelona 1996ff (19 Bände)